# Casa de James Bailey
La casa de James A. y Ruth M. Bailey es una gran mansión independiente de piedra caliza ubicada en 10 St Nicholas Place en West 150th Street en el área de Sugar Hill de Harlem, en Manhattan (Estados Unidos). Fue construida entre 1886 y 1888 y fue diseñada por el arquitecto Samuel Burrage Reed en estilo neorrománico para el empresario de circo James Anthony Bailey del Barnum & Bailey Circus. Cuando se construyó, había pocos edificios en el área y, como resultado, al estar asentada en un acantilado, la mansión Bailey tenía una vista clara hacia el este del estuario de Long Island.
Entre las numerosas características de diseño de la casa se encuentran numerosas vidrieras de mosaico únicas, diseñadas y fabricadas por Henry Belcher. El interior está lujosamente revestido de madera tallada a mano. El exterior presenta frontones de estilo flamenco y una torre de esquina. 
En 1951, la casa fue comprada por Marguerite Blake, quien dirigió una funeraria hasta su jubilación. A fines de 2008, llevó la casa al mercado, buscando venderla por 10 millones de dólares. En mayo de 2009, se cotizaba por 6,5 millones de dólares.
La Casa Bailey fue designada Monumento de la Ciudad de Nueva York en 1974, y se agregó al Registro Nacional de Lugares Históricos en 1980. 

## Galería

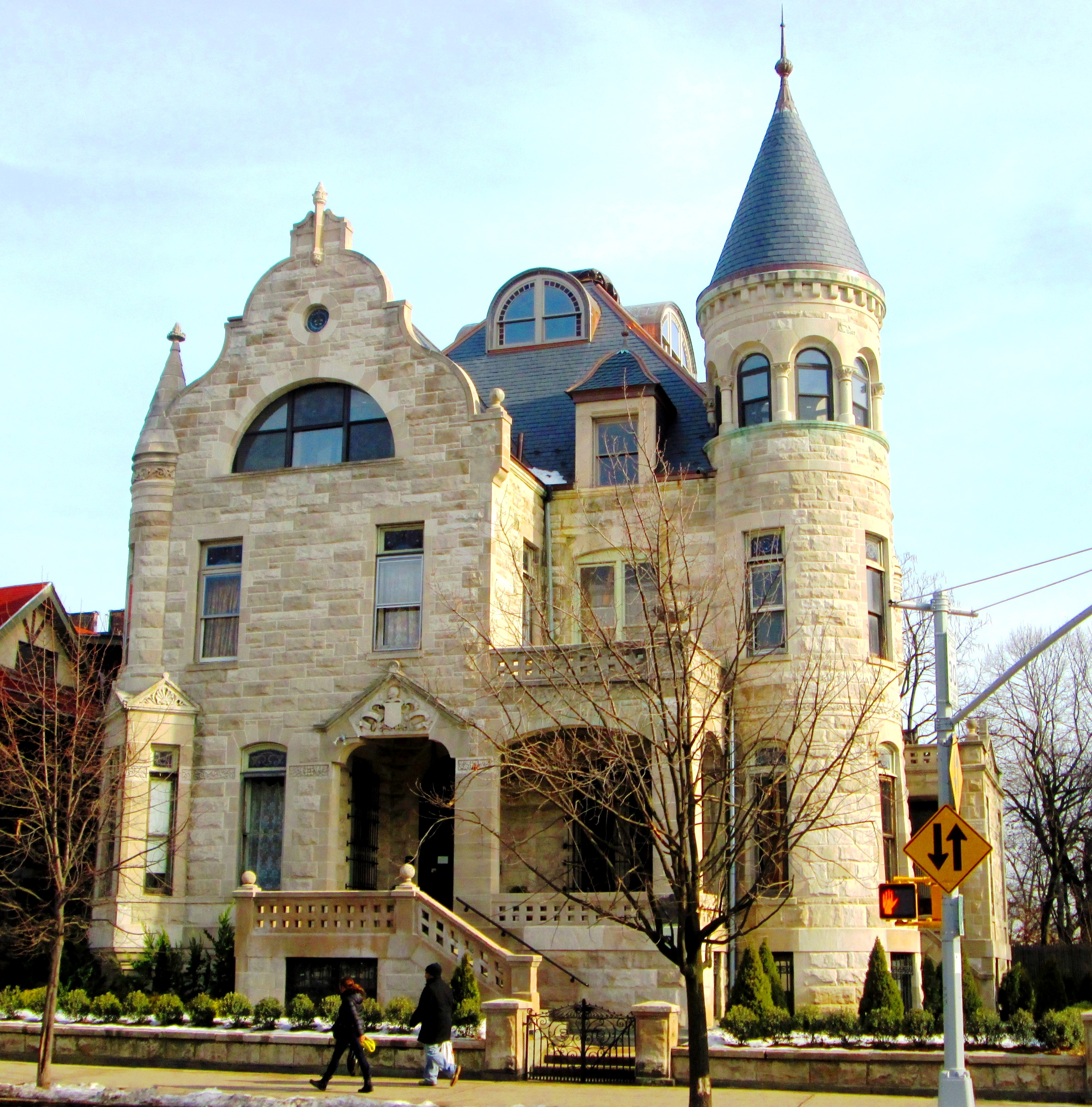
Costado occidental
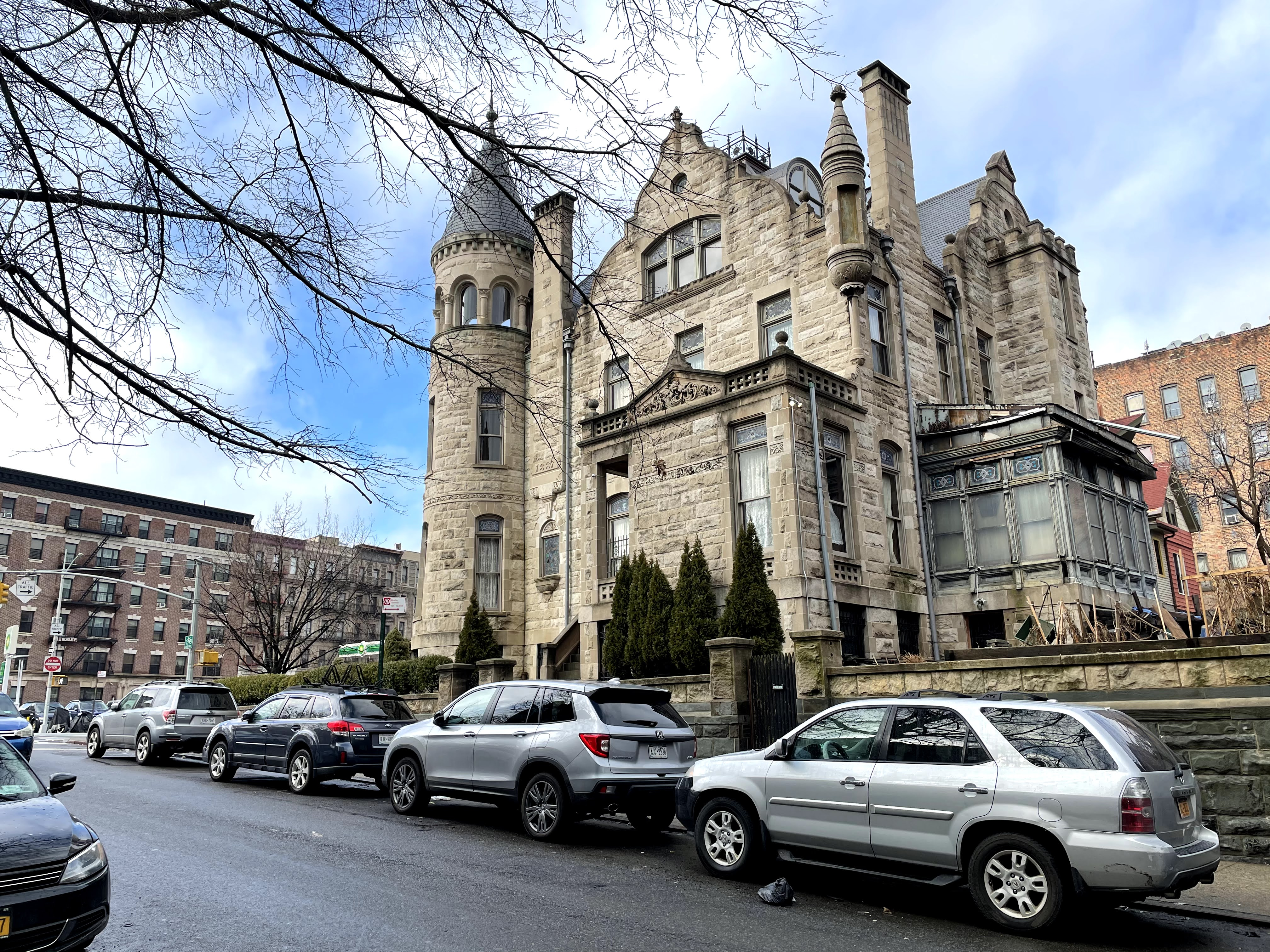
Vista desde Nicholas Place
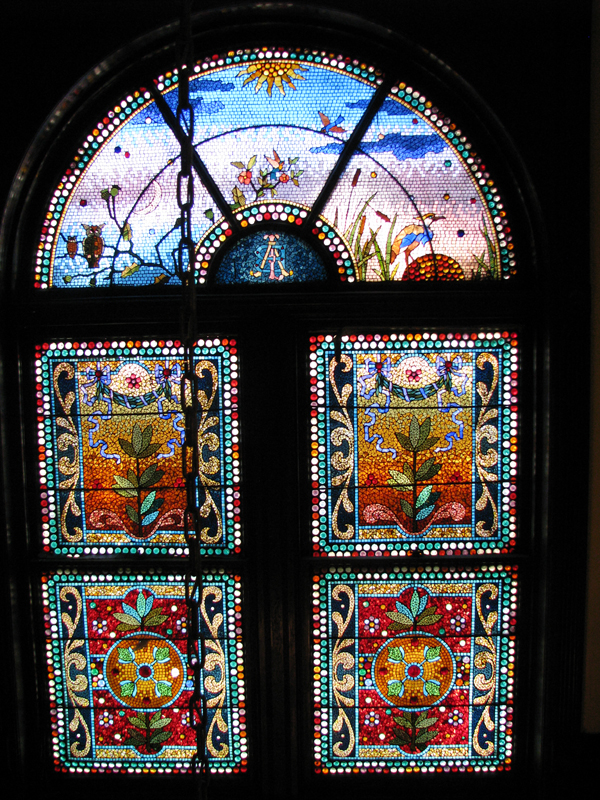
Vitrales